# Castanopsis platyacantha
Castanopsis platyacantha là một loài thực vật có hoa trong họ Fagaceae. Loài này được Rehder & E.H.Wilson mô tả khoa học đầu tiên năm 1916.